# Puerto Galera
Puerto Galera (Bayan ng Puerto Galera) är en kommun i Filippinerna. Kommunen ligger på ön Mindoro, och tillhör provinsen Oriental Mindoro. Folkmängden uppgår till 21 925 invånare.
Puerto Galera är indelat i 13 barangayer.

## Bildgalleri

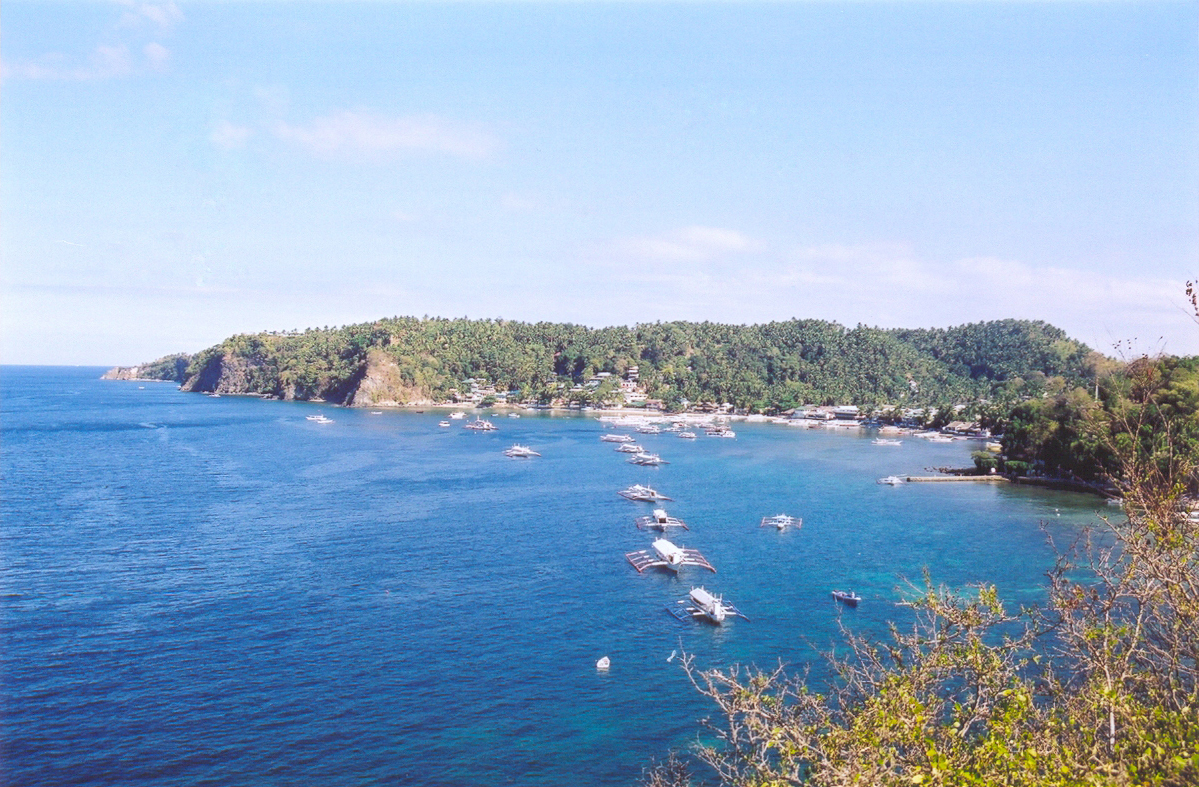
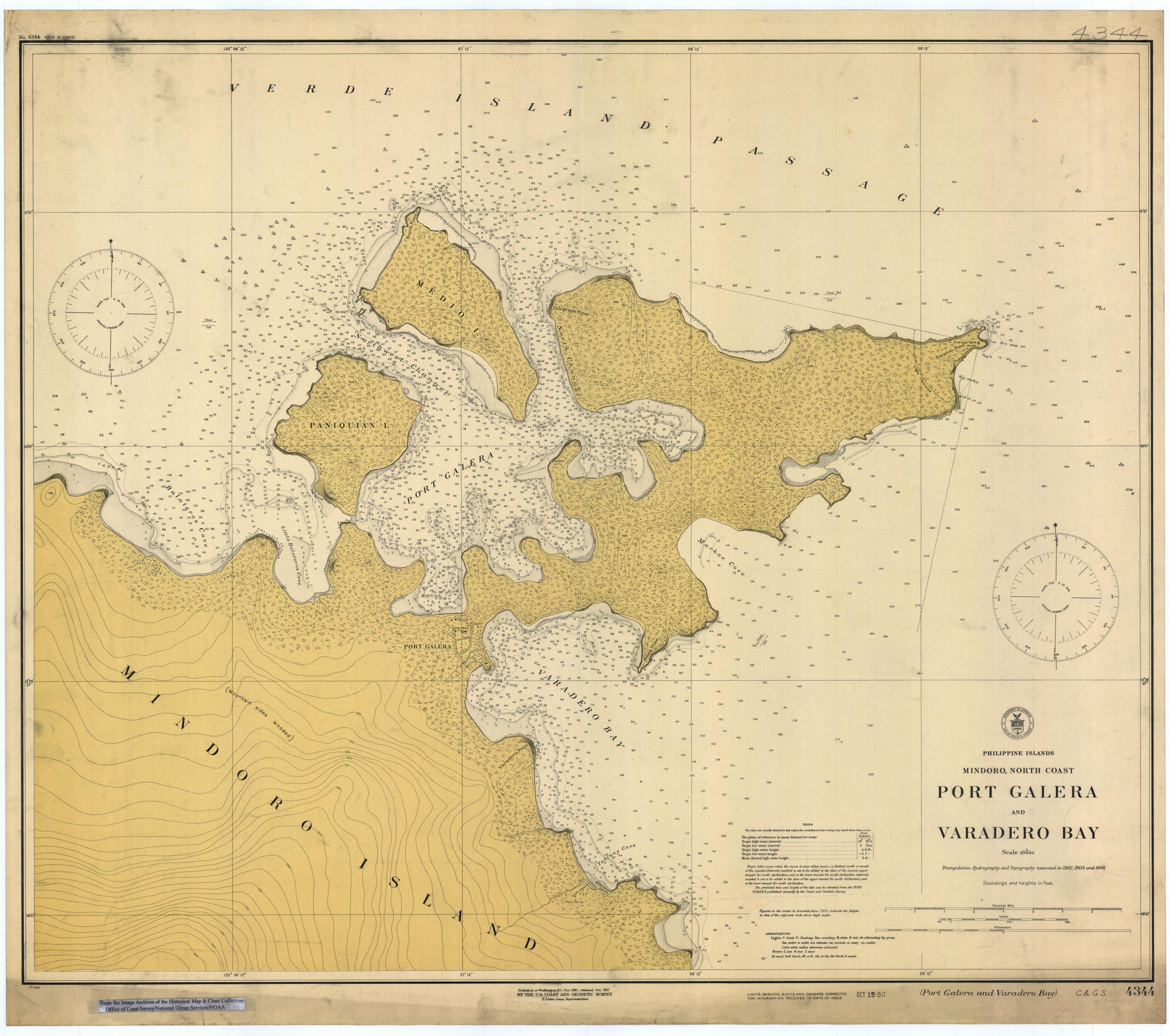
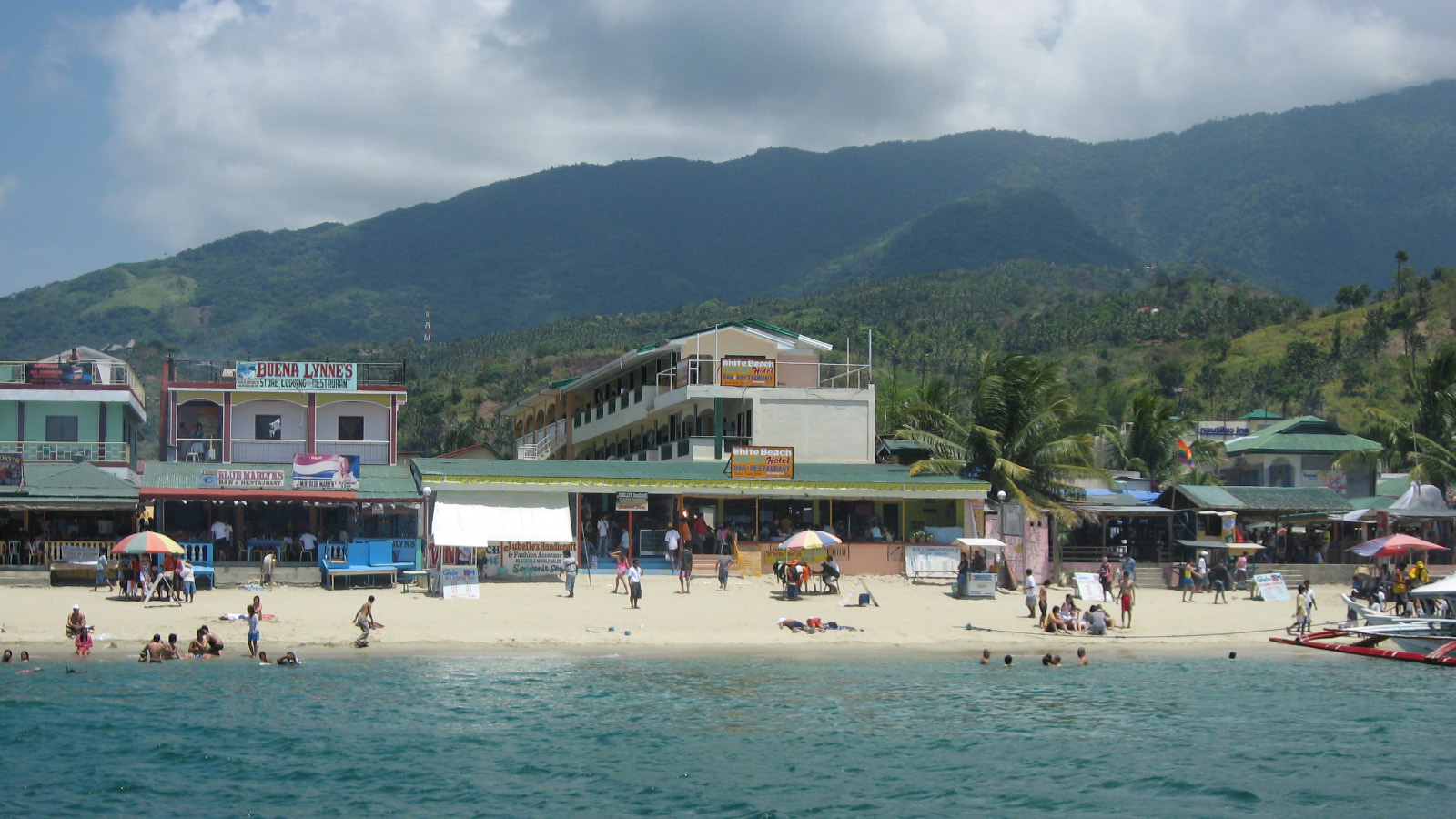
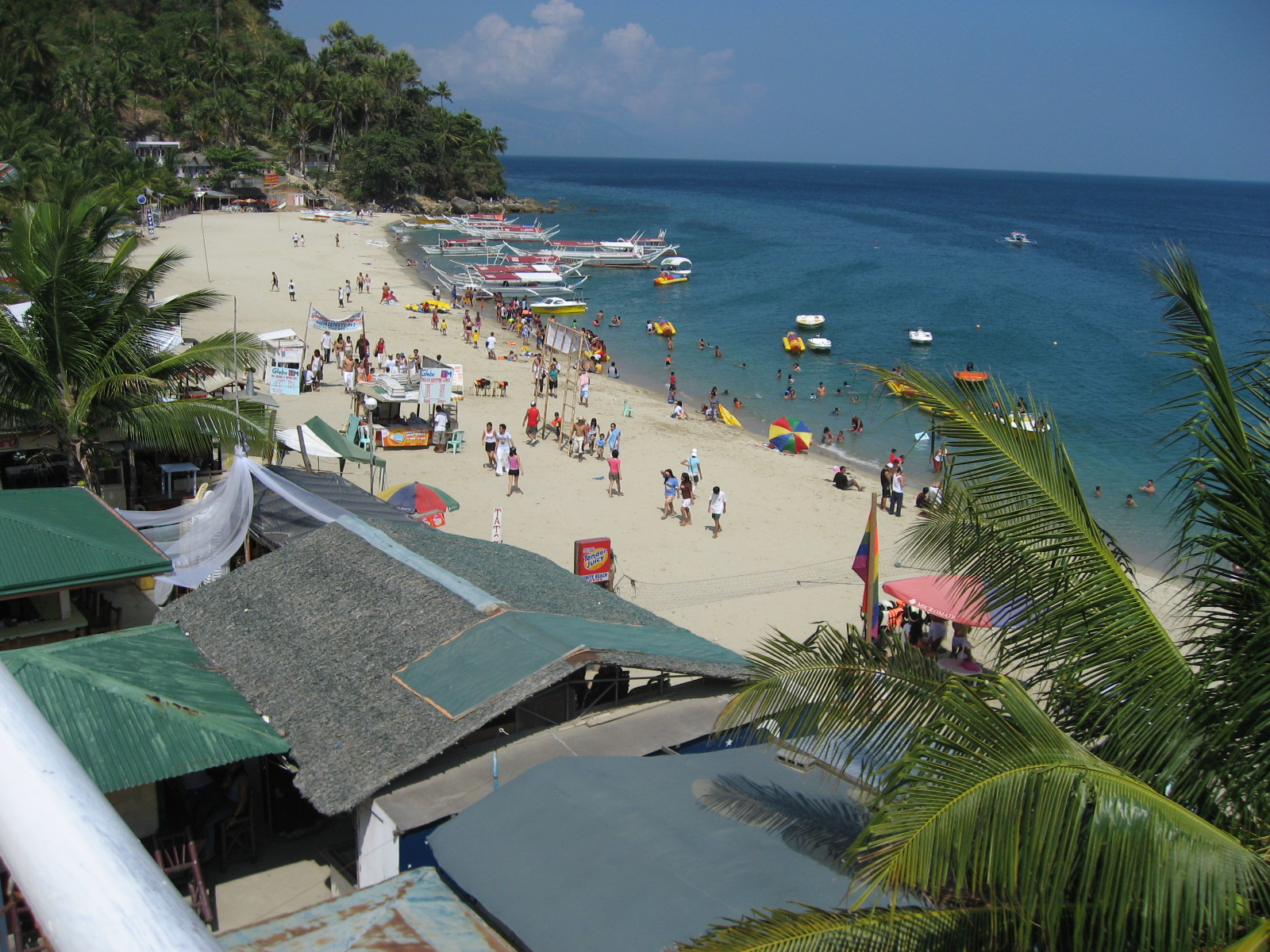
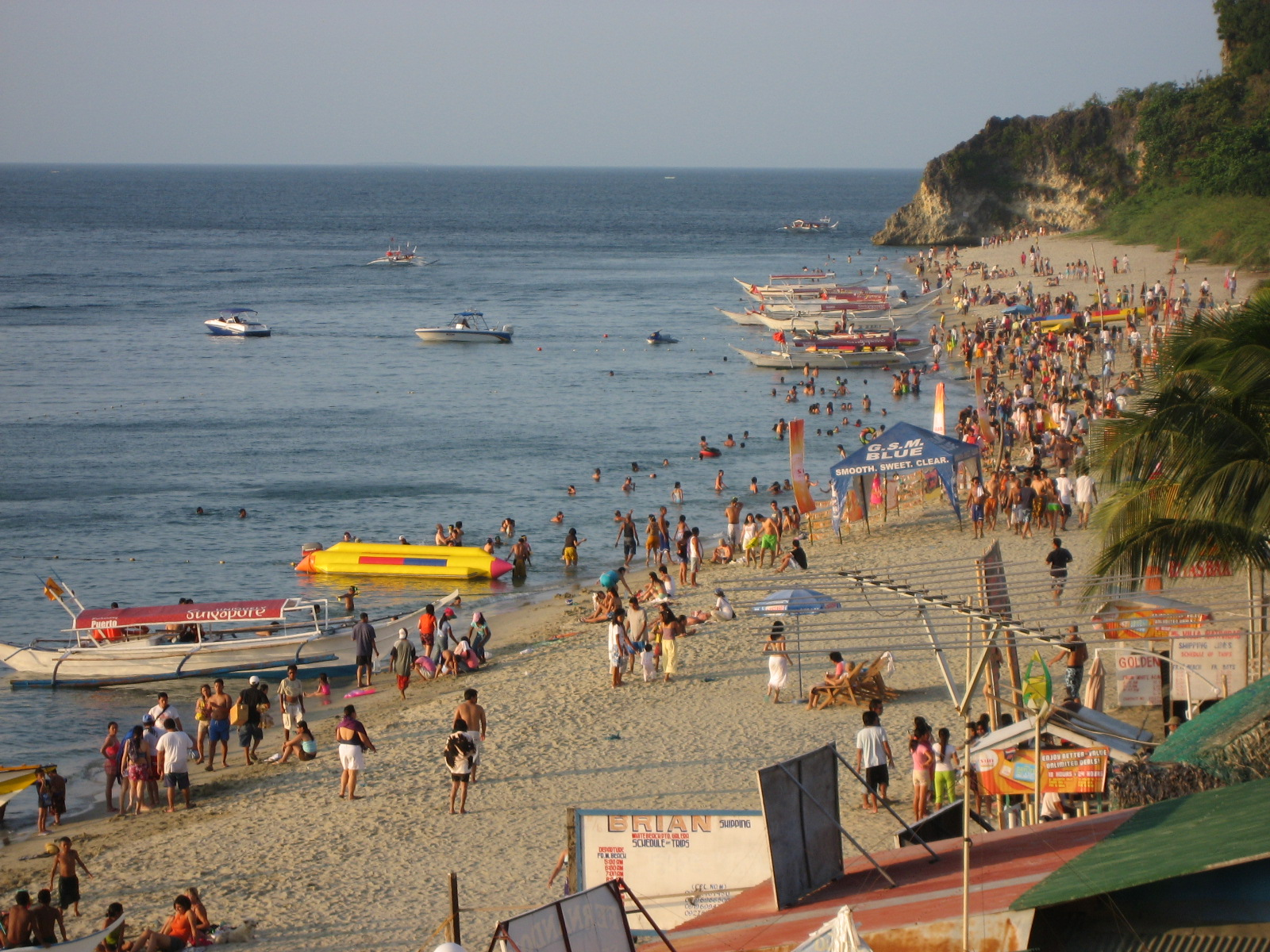